# Георг Фридрих (Насау-Зиген)
Георг Фридрих Лудвиг фон Насау-Зиген, наричан Фриц (на немски: Georg Friedrich Ludwig zu Nassau-Siegen, „Fritz“; * 23 февруари 1606, Диленбург; † 5 април 1674, Берген оп Зоом) е от 1638 до 1664 г. граф на Насау-Зиген, от 1664 до 1674 г. княз на Насау-Зиген, граф на Насау-Катценелнбоген, Вианден и Диц и барон на Байлщайн.

## Живот
Той е вторият син на граф Йохан VII фон Насау-Зиген „Средния“ (1561 – 1623) и втората му съпруга принцеса Марагрет фон Шлезвиг-Холщайн-Зондербург-Пльон (1583 – 1658), дъщеря на Йохан Млади, третият син на крал Кристиан III от Дания. Неговият дядо е граф Йохан VI фон Насау-Диленбург Млади, братът на Вилхелм Орански.
Георг Фридрих става през 1627 г. капитан в нидерландската войска, 1637 г. майор и полковник на 8 януари 1642 г. От 30 октомври 1648 до 1658 г. той е щатхалтер на Реинберг. На 25 октомври 1658 г. става губернатор на Берген оп Зоом. Той наследява на 17 юли 1638 г. полубрат си Йохан VIII Млади.
Георг Фридрих се жени на 4 юни 1647 г. в Хага за принцеса Мауриция Елеоноря от Португалия (* 10 май 1609; † 15 юни 1674), дъщеря на Дон Мануел от Португалия и първата му съпруга принцеса Емилия фон Оранска-Насау, дъщеря на княз Вилхелм Орански. Бракът е бездетен.
През 1674 г. Георг Фридрих е ранен на бойното поле. Наследен е от по-големия му брат Йохан Мориц.

## Деца
Георг Фридрих има две извънбрачни деца:
- дъщеря
- Маргарета София († 1737), омъжена 1669 г. за Йохан Фер.